# ダコタ戦争
ダコタ戦争（ダコタせんそう、英: Dakota War of 1862、他に Sioux Uprising、Sioux Outbreak of 1862、Dakota Conflict、U.S.-Dakota War of 1862、Little Crow's Warの呼び方がある）は、アメリカ合衆国ミネソタ州南西部のミネソタ川沿いで、1862年8月17日に始まった、アメリカ合衆国とダコタスー族インディアンとの間の紛争である。
「戦争」と名は付いているが、実情は飢餓状態となった少数民族の「暴動」であり、暴動のその結果は、米国処刑史に残る38名のダコタ族の一斉絞首刑と、ミネソタからのダコタ族の追放という、インディアンに対する合衆国の民族浄化となった。西部大平原におけるスー族との「インディアン戦争」の始まりになる。

## 背景
1851年7月23日と8月5日に、ミネソタのダコタ・スー族はアメリカ合衆国の軍事圧力によって、「ミネソタ準州内にある彼らの伝統的な狩場9600km2を、166万5000ドルの一時金と引き換えに、これを合衆国へ譲渡し、ミネソタ川上流を挟み幅32km、長さ240kmの保留地に入る」という二つの条約、「トラバース・ド・スー条約」と「メンドータ条約」を結ばされた。完全狩猟民族であるスー族にとって狩場を失うことは死を意味するが、合衆国はその代償として、毎年彼らに「年金」（小麦粉などの食料）を配給すると約束した。貨幣経済にないスー族の社会では、166万5000ドルの一時金は何の意味も持たなかった。一時金はすぐに白人に巻き上げられていった。
しかし、アメリカ合衆国上院はその条約の批准過程でそれぞれ第3条を削除した。約束された年金の大半はまともに届かず、インディアン管理局の役人によってそのほとんどが盗まれていった。インディアンたちに支給されるはずの牛肉は白人役人によって横流しされ、鶏の屑肉しか支給されないこともあった。
条約締結後、合衆国は狩猟生活を捨て、白人のように農業を行うようダコタ族に勧め、農業を受け入れたものには煉瓦造りの家を「与えた」。しかしスー族は相変わらずティーピーでの野外生活を続け、煉瓦家屋は倉庫として使っていた。狩場を失ったスー族は次第に困窮するようになり、交易品に頼るようになった。
白人の商人たちは彼らの弱みに付け込み、スー族に掛けで食糧を売り、代金は合衆国に払わせた。またインディアン管理官の年金支払いの遅れや、農業を始めたインディアンに優先的に食料を渡すといった不公平が続き、ダコタ族にますます飢えが拡がっていた。

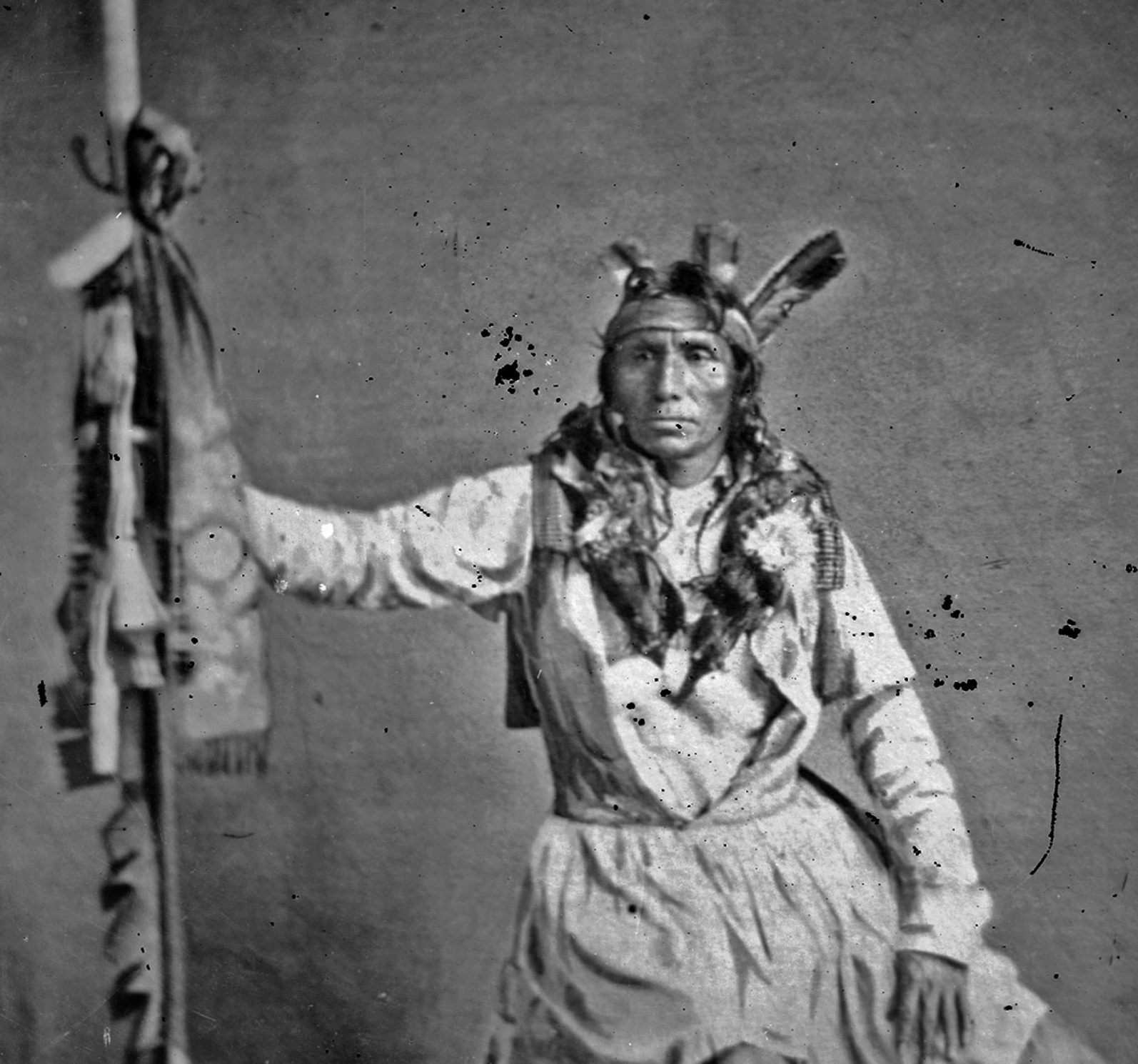
ダコタ族のタオヤテ・ドゥタ（リトルクロウ）酋長

1858年5月11日にミネソタが州に昇格したとき、リトルクロウ達数人の酋長たちがワシントンD.C.に赴き、条約に基づく正常な年金の支払いを要求した。しかしジェームズ・ブキャナン大統領は逆に、ミネソタ川に沿った彼らの保留地の北半分を没収し、スー族がパイプを作る伝統的な採石場があるミネソタ州パイプストーンの採石権まで奪った。
合衆国はスー族に割譲させた土地を、白人入植者のために街区と小区画に区分した。これら小区画で、白人は森や草原を取り払い、ダコタ族が行っていた狩り、釣り、および野生米の採集といった生活が不可能となった。白人入植者達が行う狩りによって、バッファロー、アカシカ、オジロジカおよびクマのような野生動物が著しく減った。ダコタ族らスー族は動物を食用にしていただけでなく、その毛皮による白人交易業者との物々交換にも依存していたが、これらの営みはことごとく失われていった。
合衆国が南北戦争の渦中にあったために、条約で補償された年金の支払はやがて止まってしまった。合衆国はスー族に農業を強制したが、ミネソタ川渓谷の土地の大半は耕作に適しておらず、交易だけではもはやダコタ族の社会を支えられなかった。新参の白人入植者に土地を奪われ、年金（食糧）の支払いはなく、条約は破られ、さらに天候不順による穀物の不作に続く食糧不足と飢饉で、大切な種牛まで食いつぶすに至り、ダコタ族の間には大きな不満が高まっていった。
管理官と癒着した白人交易業者は、次第に年金を直接よこすようダコタ族に要求していた。1862年の中ごろ、白人業者達は信用貸しで物資をそれ以上供給することを拒否し、ダコタ族は彼らの管理官であるトマス・J・ガルブレイスに直接食料を渡すよう要求した。交渉はインディアン嫌いで有名な交易業者の代表、アンドリュー・ミリックの悪意によって行き詰まりとなった。
1862年8月4日、北部シセトン族とワーペトン族のダコタ族集団が保留地の北西部にあるBIA（インディアン管理局）の「北スー族管理局」と会合し、交渉してうまく食料を得た。しかし、同じダコタ族の南ムデワカントン族とワーペクテ族が1862年8月15日に食料供給を要求して「南スー族管理局」に出向くと、要求は拒絶された。インディアン管理官でミネソタ州上院議員のトマス・ガルブレイスは、これらの集団に金の支払い無しで食料を分配しないように仕向けていたのである。
ダコタ族、アメリカ合衆国政府および地元の交易業者の集まりで、ダコタ族の酋長たちは交易業者の代表であるアンドリュー・ミリックに、ダコタ族を援助してくれるよう求めた。これに対してミリックはこう答えてみせた。
「やつらが飢えているんなら、草か自分の糞でも食わせておけばいいだろう。」
会合は怒号の中に紛糾し、交渉は決裂した。先の条約から11年、たまりにたまったスー族の不満はもはや爆発寸前だった。
1862年8月16日、ダコタ族に対する条約の年金支払金がセントポールに到着し、翌日リッジリー砦に移された。しかし、それは暴動を防ぐには遅すぎたのである。

## 暴動の顛末

### 発端
1862年8月17日の日曜日、4人のダコタ・スー族の男たちが狩りに出かけ、彼らの保留地への帰途についていた。狩の獲物は乏しく、彼らの白人に対する不満は積もり積もっていた。彼らはロビンソン・ジョーンズという白人入植者の農場のそばまでやって来た。白人の鶏小屋の巣には、卵が何個かあった。スー族の一人がこれをつまみ上げたところ、別の一人が、「それは白人のものだから、触らない方がいい」とたしなめた。たしなめられた男は怒り、卵を投げ、たしなめた男を臆病者だと罵った。罵られた方はこれに反発し、「俺は白人なんぞ怖くは無い、なんなら試しに白人を一人殺してやろう」と言って、ジョーンズと妻子とその隣人を殺した。
彼らが慌てて村に戻りこれを報告すると、ダコタ族の酋長たちは各バンドを招集し、善後策を協議した。インディアンの部族社会は合議制民主主義に基づいており、すべての決めごとは合議によって決定される。この際、「会議のティーピー」の中で、「調停者」である酋長たちが連座し、「聖なるパイプ」で煙草を回し飲みして事を協議するのである。
タオヤテ・ドゥタ（リトル・クロウ）酋長は、白人に勝つことは不可能だとし、「ひとり、ふたり、10人を殺すとする。そうすると、白人は10の10倍になって我々を殺しに来る」と警告した。しかし、大多数の戦士たちの意見は「白人との戦闘やむなし」だった。結局、多数決でダコタ・スー族は彼らの土地から白人を追いだすことと決定した。酋長は大多数の意見を阻止するような権限を持った立場ではなく、タオヤテ・ドゥタも彼らの怒りを抑えられなかった。

### 暴動蜂起
1862年8月18日早朝、ダコタ・スー族の戦士団は、レッド・ウッド滝のそばにあるBIAの出先事務所である「南スー族管理局」に攻撃をかけた。
白人はこの襲撃で、リトルクロウ酋長がスー族戦士を率いたとしているが、これは誤りである。スー族インディアンの戦士はすべて個人の判断で行動するものであり、誰かに指図されたり率いられたりする習慣は無い。そもそも酋長は「調停者」であって、「軍事指導者」ではない。暴動はすべて戦士たちの自由意志で実行された。参加したくない部族民や戦士はこれに参加しなかった。
スー族に対して「草か糞でも喰わせておけ」と暴言を吐いたアンドリュー・ミリックは、管理局の建物2階の窓から脱出しようとしているところを見つかり、最初に殺された白人となった。後に見つかった彼の遺体には、口一杯に草が詰め込まれていた。
南スー族管理局の建物は占領されてダコタ戦士達によって焼かれた。しかし、彼らが建物を焼いている間に、多くの白人入植者がレッド・ウッドの渡し舟で川を渡り逃げ出すことができた。スー族は白人を皆殺しにしたわけではなかった。ミリックのような因果応報も見られたが、彼らと仲が良かった白人は襲われもせず、無事だった者も多かった。
ミネソタ州民兵と第5ミネソタ志願歩兵連隊のB中隊が暴動を鎮めるために派遣されたが、「レッドウッド・フェリーの戦い」で敗北を喫した。この2つの戦闘で少なくとも44名の市民と民兵の死亡が報告された。
8月19日、ダコタ族は攻勢を続け、ニューアルムの入植地を襲った。ダコタ族の戦士達は川沿いの防御の厚いリッジリー砦への攻撃はやめ、その代わりに町に向かい、通り道にいた白人入植者達を殺した。町に突入される前に、白人達は町の中央で防衛隊を組織し、短時間の間ダコタ族を寄せ付けずにおくことができた。しかし、ダコタ族の戦士達は防御線の一部を突破し、町の一部を焼いた。その夜、雷雨のおかげでダコタ族の攻撃がやんでいる間に、ニューアルムは正規兵や近くの町からの民兵で補強され、住民は町の周りにバリケードを構築した。
8月21日、ダコタ族はリッジリー砦を攻撃した。ダコタ族は砦を制圧できなかったが、砦からニューアルムへ向かっていた白人の救援隊はダコタ族に待ち伏せされ、またリッジリー砦の攻防で人手を費やし、米軍の戦力を大きく損ねた。ダコタ族はミネソタ州南中部や当時のダコタ準州東部で、農園や小さな入植地への襲撃も行った。
9月2日、ミネソタ州民兵隊は反撃を試みたものの、「バーチクーリーの戦い」で再度大敗北を喫した。この戦いはダコタ族がリッジリー砦から25kmにあるバーチクーリーの米軍分遣隊150名を襲ったものである。この分遣隊は生存者を発見し、白人の死体を埋葬し、またダコタ族戦士の居場所を報告するために派遣されていた。早朝の攻撃で3時間に及ぶ銃撃戦が始まった。ダコタ族が2人戦死し、米軍は13名の兵士が戦死し、47名が負傷した。同日午後、リッジリー砦から部隊2040名の救援があった。

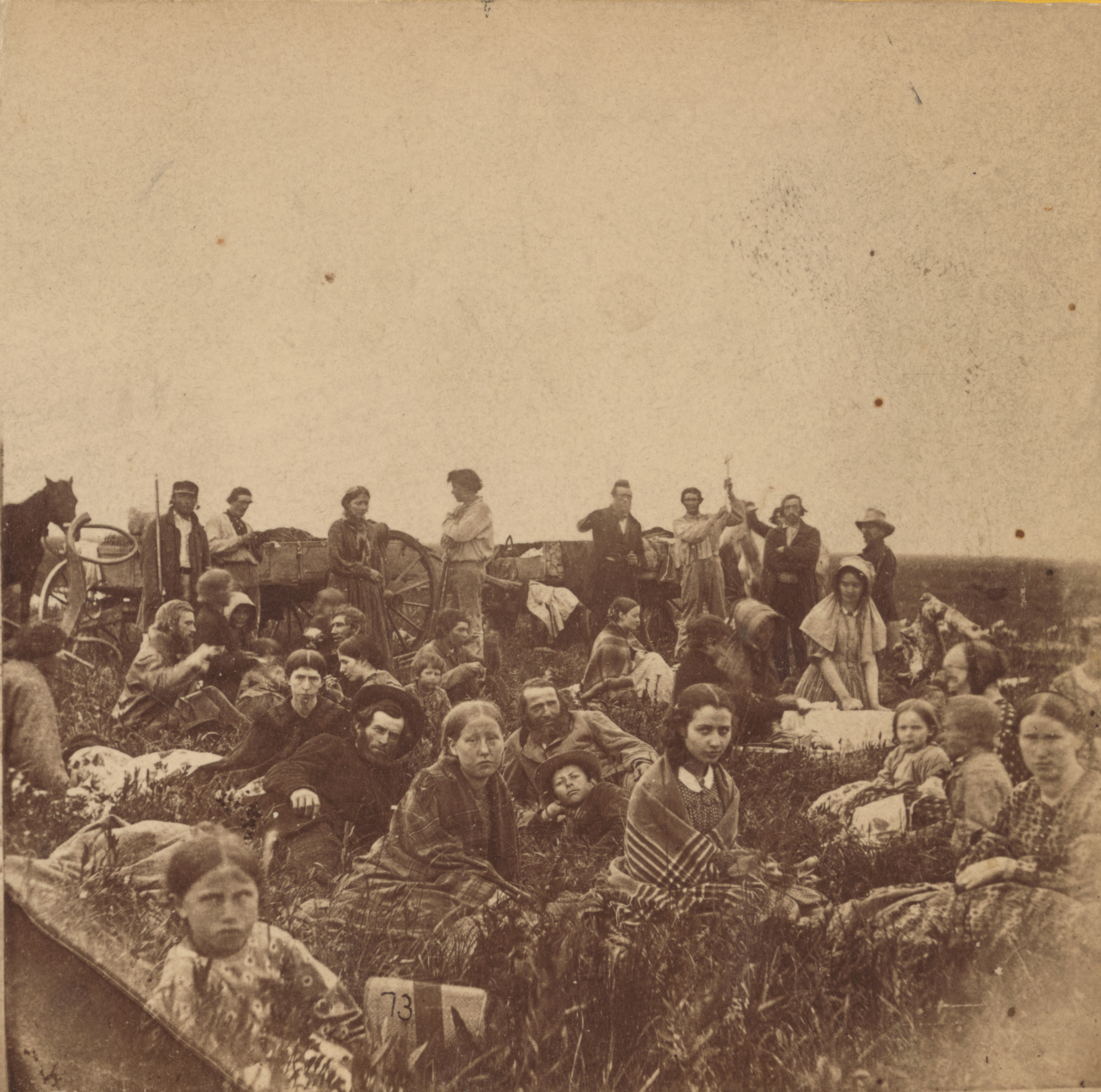
8月23日、暴動から逃げ出した白人宣教師や教師の家族。彼らは仲が良かったスー族が危険を知らせてくれたので、逃げのびることが出来た

ダコタ族はさらに北で、レッド川道沿いの無防備な駅馬車停留所や川の渡し場を襲い、またミネソタ州北西部やダコタ準州東部ではギャリー砦とレッド川渓谷のセントポールの間の交易路を襲った。この人口希薄地帯の多くの白人入植者やハドソン湾会社など地元の会社の従業員が、「アバークロンビー砦」に逃げ込んだ。8月下旬から9月下旬にかけて、ダコタ族は「アバークロンビー砦」に数回攻撃を仕掛けたが撃退された。
一方、レッド川の蒸気船や平底船による交易は止まり、郵便配達人、駅馬車の御者および軍隊の伝令などが、ペンビナ、ギャリー砦、セントクラウドおよびスネリング砦といった入植地に向かう途上で殺された。最終的にアバークロンビー砦の守備隊はスネリング砦から来たアメリカ陸軍の中隊に救援され、避難していた市民はセントクラウドに移された。

### 米軍の補強
南北戦争の対処で多忙だったエイブラハム・リンカーン大統領は、ミネソタから繰り返し救援要請を受けてようやくダコタ族の鎮圧をジョン・ポープ少将に命じた。ジョン・ポープは以下の声明を行った。
「私の目的は、スー族をすべて皆殺しにすることだ。彼らは条約だとか妥協を結ぶべき人間としてなどでは決してなく、狂人、あるいは野獣として扱われることになるだろう。」
ポープは「狂人、野獣」たちの暴動を鎮めるために第3ミネソタ志願歩兵連隊と第4ミネソタ志願歩兵連隊を率いた。ミネソタ州知事アレクサンダー・ラムジーもこの行動を援助するために、ヘンリー・ヘイスティングス・シブレー大佐（元州知事）の支援を求めた。
大部隊が到着した後で、9月23日に「ウッドレイクの戦い」という最後の大規模戦闘が起こった。第7ミネソタ志願歩兵連隊のウィリアム・R・マーシャル中佐の公式報告に拠れば、第7ミネソタ志願歩兵連隊の一部と第6ミネソタ志願歩兵連隊（さらに6ポンド砲）が壕や散兵線に均等に配置された。短時間の戦闘の後で、散兵線にいた部隊がこの時は峡谷にいたダコタ族戦士に突撃を掛け、急ごしらえの民兵たちはインディアンを圧倒的に打ち負かした。
シブリー遠征隊の民兵の中には次の者達がいた。
- ジョセフ・F・ビーン大尉の中隊「ユーレカ班」
- デイビッド・D・ロイド大尉の中隊
- カルビン・ポッター大尉の中隊、騎兵
- マーク・ヘンドリックス大尉の軽装砲兵隊

### ダコタ族の降伏
ウッドレイクの戦いの直ぐ後、ダコタ族戦士の大半は9月26日に「釈放基地」で降伏した。この場所はダコタ族が捕虜にした269名の白人達がヘンリー・シブリー大佐の指揮する軍隊によって「釈放」されたことからこの名がついた。この捕虜は162名の混血と107名の白人であり、大半は女と子供だった。しかし、白人から「戦争犯罪人」とされたダコタ族戦士の大半は、シブリーがキャンプ・リリースに到着する前に去っていた。降伏したダコタ族戦士は11月に行われた軍事裁判まで留め置かれた。
12月遅くまでに、2000人以上のダコタ族がミネソタ州の監獄に収監された。彼らの中には女子供を含む、暴動とは全く関係のないダコタ族もいたが、女子どもに対しても白人市民による報復行為が頻発したことから、すべて塀の中に追い込まれた。

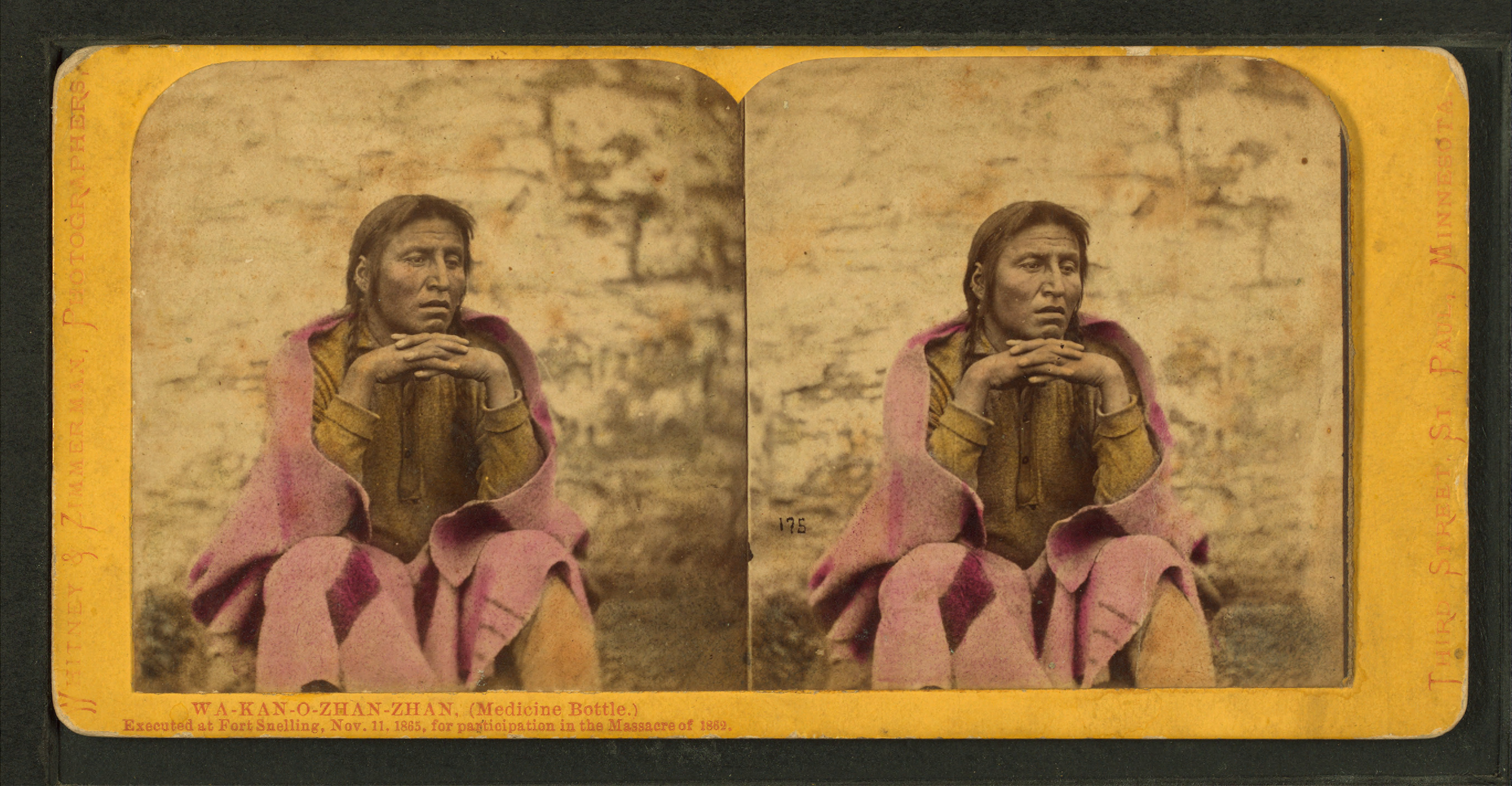
絞首刑を待つワカンオチャンチャン（メディシン・ボトル）。

リトルクロウは9月に撤退し、短期間カナダに留まったが、間もなくミネソタ地域に戻った。リトルクロウは1863年7月3日にハッチンソンの近くで、10代の息子と共にラズベリーを採集しているところを射殺された。
この二人は白人農夫ネイサン・ラムソンの土地を彷徨っており、ラムソンは州を挙げた「ダコタ族狩り」での賞金（頭の皮一枚25ドル）を稼ぐために、二人を撃ったのである。殺したインディアンがリトルクロウだと分かると、彼らはこの酋長の首を斬り落とし、頭の皮を剥いだ。リトルクロウの頭と頭皮はセントポールで晒しものにされ、1971年までそのままにされた。リトルクロウを殺したことで、ラムソンは500ドルの賞金を獲得した。リトルクロウの息子は死刑判決を受けたが、懲役刑に減刑された。
シャコビー酋長とワカン・オ・チャンチャン（メディシン・ボトル）酋長もしばらくカナダに隠れていたが、米軍に発見され、麻酔薬を飲まされて犬ぞりに縛りつけられ、合衆国に連れ戻された。

## ダコタ族に対する軍事裁判

1864年のミネソタ州選挙における共和党の不調に関する、ラムゼーの「もっと吊るしておけば票が伸びた」の物言いに対し、リンカーンは「私には投票のために人間を絞首刑にすることはできない」と応じた。

1862年12月初旬、降伏した2000人以上のダコタ・スー族のうち、392人の捕虜が直ちに軍事裁判にかけられ、307人が殺人と強姦で有罪とされ、死刑を宣告された。ある裁判は5分も要せずに終わり、被告に対して手続が説明されることも、スー族が法廷で陳述することも無かった。シブレー大佐は死刑の即時執行を主張したが、ミネソタ州聖公会の司祭でインディアンとの和平論者であるヘンリー・B・ウィップルから、寛大な処置を要請されたエイブラハム・リンカーン大統領は裁判記録の照査を指示し、「戦争」に参加しただけの者と、白人市民に強姦や殺人を犯した者とを区別しようとした。結果、リンカーンは39名のスー族囚人に対し死刑執行の署名をし、残りの者は減刑された。州と軍が死刑宣告した300余人が減刑されたことにラムゼイ知事とポープ将軍は抗議したが、12月6日にリンカーンから「39名の死刑の執行」と「残りの有罪判決を受けた者は次の指示があるまで拘置し、逃亡や不法の暴力を被ることのないよう配慮するように」と通告を受け取った。39名の死刑囚のうち1人は刑執行の延期を認められた。
ウィップルはこう声明文を読み上げた。
「この由々しき犯罪を責めるとしても、その責めどころを間違わないでほしい。私は人々が声を一つにして立ちあがり、非道極まりないインディアンに対する管理制度の改革を要求してくれるよう要望する。このインディアン管理制度は、我々に“苦悶”と“血”という結果をもたらすのみなのだ。」
しかし、ウィップルのインディアンの擁護に対し、白人市民は敵意と非難を向けた。

### ダコタ族に対する一斉絞首刑

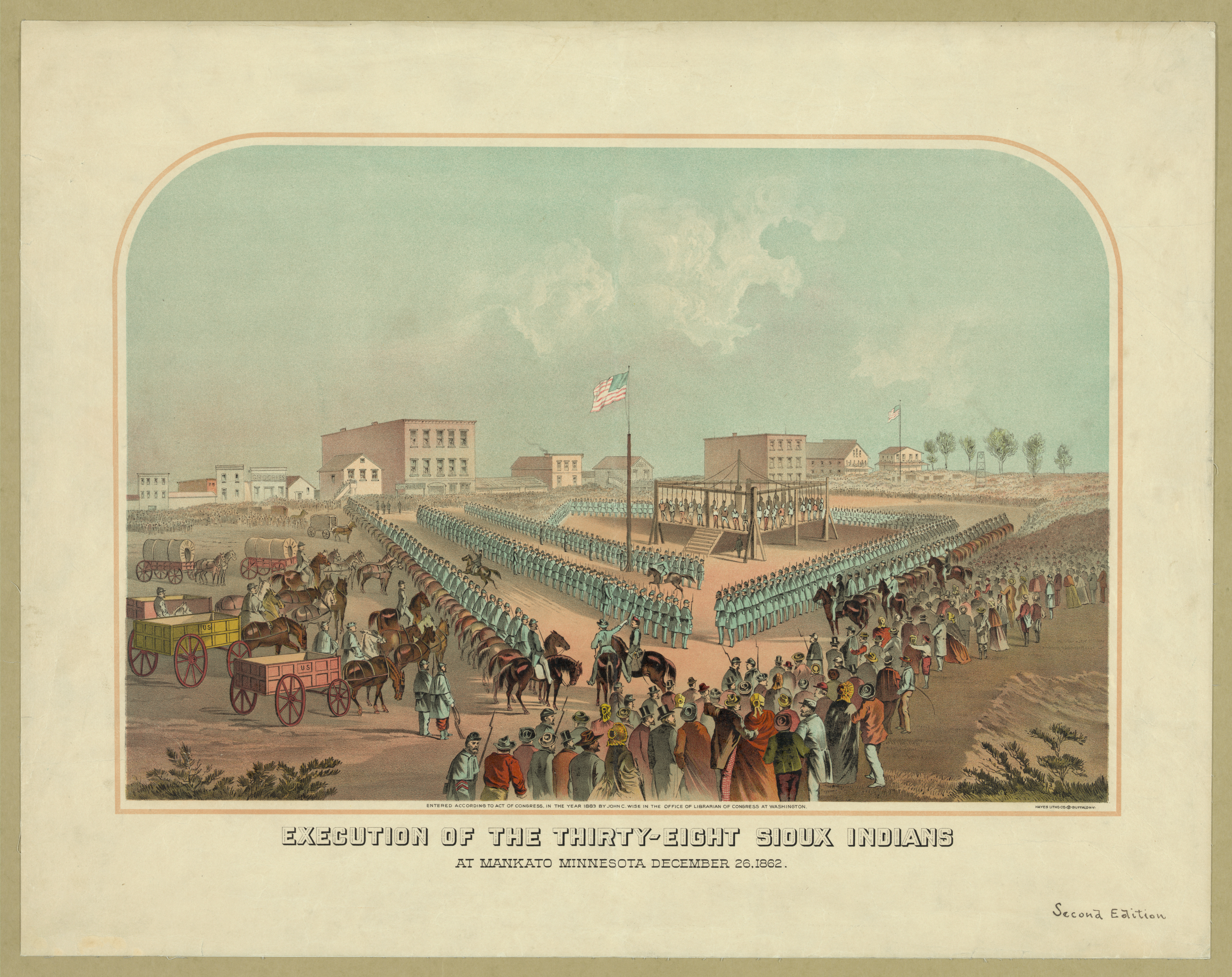
マンケイト・スネリング砦でのスー族の一斉絞首刑

1862年12月26日、クリスマスの翌日に、ミネソタ州マンケイトのスネリング砦でダコタ族死刑囚たちの一斉絞首刑が行われた。前代未聞の38人同時処刑は、インディアンたちの絞首の様子が四方から見ることが出来る特別誂えの絞首刑台で行われた。一斉処刑の際には、興奮した白人群衆が処刑場に詰めかけ、軍によって公開規制が行われたほどだった。「38人の囚人に対する一斉死刑執行」は、現在に至るまで、アメリカ史の中でも最大の集団処刑記録を誇っている。
処刑を待つ間に汽車の汽笛を聞いたシャコビー酋長は、次のような言葉を残した。
「白人たちがやってくるにつれ、インディアンたちはいなくなる。」
一斉絞首刑の瞬間の、見物人たちの反応について次のような証言が残っている。
「床が落ちると、兵士や一般市民の間からは、低い歓喜の声がいつまでも漏れていた。」
連隊付き軍医がインディアン囚人の死亡宣告を行い、インディアンの死体は川堤の砂地に掘られた壕にまとめて放り込まれ埋葬された。しかし埋葬前に「シェアダウン博士」という渾名の素性の知れない者がインディアンの皮を剥いだといわれている。噂に拠れば、その皮を入れた小さな箱が、後にマンケイトで売られたという。
また、当時解剖学研究のため、死体には高い需要があったので、何人かの医者は処刑後の死体を要求した。墓が暴かれ、死体は地元の医者達に分け与えられた。マーピヤ・オキナジンの死体を受け取った医者がウィリアム・ウォーラル・メイヨーだった。何年か後に、メイヨはマーピヤ・オキナジンの死体をルシュールに運び、医者仲間の前で解剖した。その後骸骨を洗い乾燥しワニスを塗って、自分の自宅兼事務所の鉄製ケトルに保管した。マーピヤ・オキナジンや他のインディアンの遺骸と識別されるものは後に、アメリカ先住民の墓地の保護と遺品の送還法に従い、メイヨー・クリニックによってダコタ族に返還され、再度埋葬された。

## 暴動後の処理

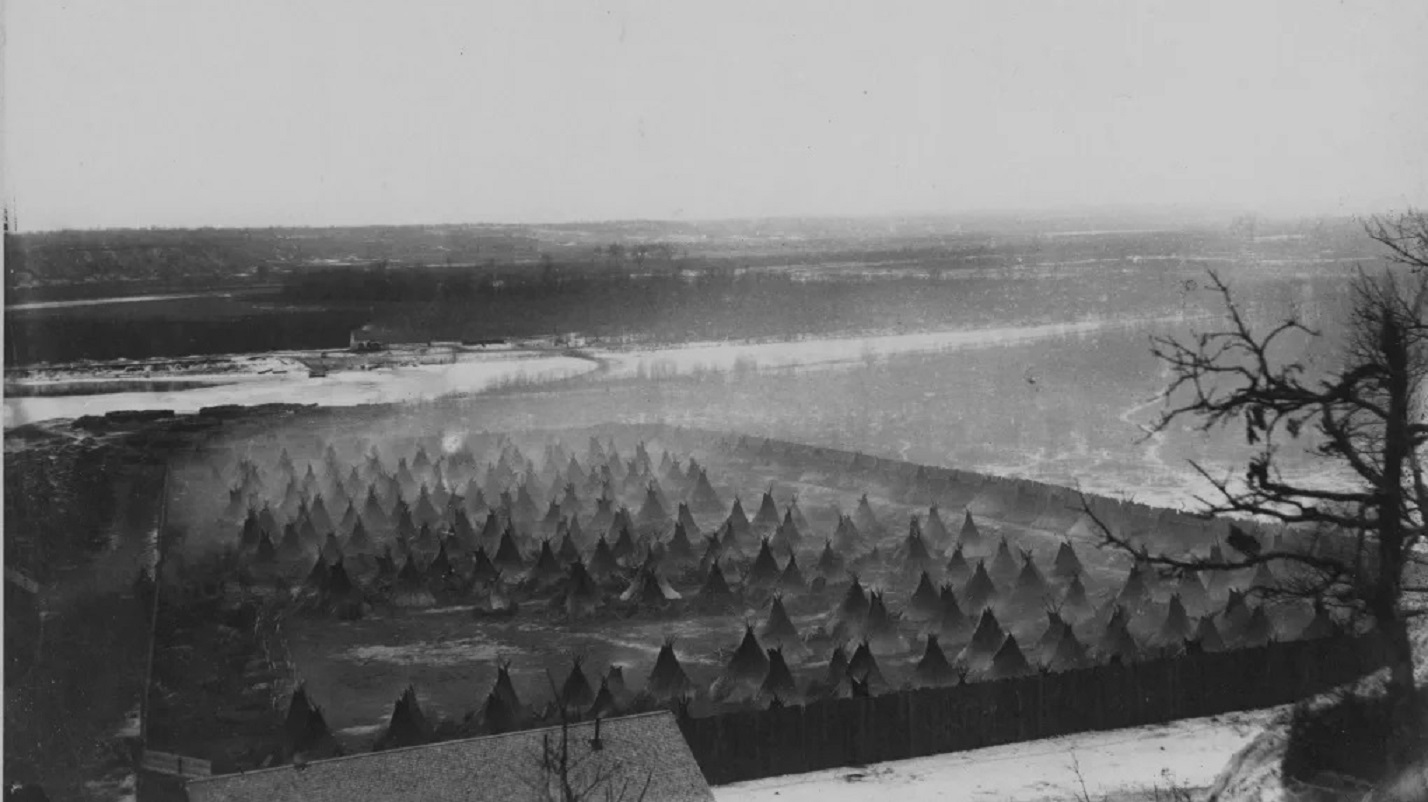
1700人の無実のダコタ族も強制収容された

リンカーンによるダコダ族に対する部分的な恩赦に対してさえ、ミネソタ州民と州議員の反発は大きく、その抗議は内務長官がダコタ族に対する年金支払いを以後2年間停止し、議会の年金予算140万ドルを全額ミネソタの遺族の補償とするまで続いた。
米国議会は、審議なしの軍事裁判によって「有罪」とされた残りのダコタ・スー族を、その冬の間、監獄に留めた。翌春、彼らはイリノイ州ロックアイランドに移され、そこでほぼ4年間収監された。彼らが釈放されるときまでに、インディアン囚人の3分の1は病気で死んだ。生存者は既にミネソタを追放されていたネブラスカ州の家族の元に送還された。
また、暴動と何の関係もない、女子供と老人を含む1,700人のダコタ族が、スネリング砦近くのパイク島収容所に拘留された。生活環境は劣悪で、疫病によって300人以上が死んだ。
1863年4月、米国議会はウィップル主教の要望を聞き流し、ミネソタのダコタ族保留地を廃止した。また、もともとまともに機能していなかった「ダコタ族との以前の条約全てを無効とする」と宣言した。さらにミネソタからダコダ族を追い出すために彼らの頭皮に25ドルの高額賞金が掛けられた。州を挙げた白人による「インディアン狩り」が始まった。この「スー族皆殺し」方針の唯一の例外は、戦争の間も中立を守り、あるいは白人入植者に協力した「良いインディアン」であるムデワカントン族のバンド208名だった。彼らは殺害の対象からは外されたが、やはりミネソタからは追い出されることとなった。
1863年5月、彼らは蒸気船に乗せられ、ダコタ準州南東部のクロウクリークに移動させられた。そこは当時干魃に襲われた不毛の地であった。クロウクリークで生き延びたスー族は3年後にネブラスカ州のサンティー保留地に強制連行された。
1863年4月、条約を破棄されたダコタ族の残りはミネソタ州から追放され、ネブラスカ州とサウスダコタ州に強制連行され、彼らの保留地は条約を破ったアメリカ合衆国議会によって廃止された。白人を殺したスー族も殺さなかったスー族も、どちらも強制収容所送りとなり、彼らの故郷を奪われ、死ぬにまかされた。

## 暴動後のミネソタ州
ミネソタ川渓谷と周辺の高地草原地域は暴動の間、大半の入植者に放棄された。農園や家から逃げ出した白人家族の多くは二度と戻らなかった。しかしダコタ族の民族浄化が完了し、南北戦争が終わった後、この地域には入植が再開され、スー族の狩場だった平原は、1870年代半ばまでに農業地帯に変えられた。
南スー・インディアン保留地はモートン近くの南スー族管理局のある場所に再建され、1930年代にはグラナイトフォールズ近くにさらに小さな北スー・インディアン保留地が設けられた。暴動に反対したダコタ族もいたが、白人を助けた者まで含めて、大半はミネソタ州から追放された。ヤンクトン・スー族の酋長ストラック・バイ・ザ・リーは戦士達が白人を助けるよう努力したが、同じく追放された。しかし、1880年代までに大勢のダコタ族がミネソタ川渓谷に戻ってきた。よく知られたものはグッドサンダー、ワバシャ、ブルーストーンおよびローレンスの一族だった。彼らはヘンリー・ベンジャミン・ウィップル司祭および交易業者アレクサンダー・フェアボールトの保護下で暮らしていたダコタ族のバンドに加わった。

## 白人の証言
この暴動では、侵略者である白人側に目撃証言が残されている。チャールズ・ブライアントが編集した『ミネソタにおけるインディアンによる虐殺』には、生き残りの目撃者ジャスティナ・クリーガー夫人のインタビューを基にした図解も含まれている。
また、ジョン・スチーブンスという地元画家が暴動鎮圧後にこのインディアン襲撃をスケッチに残し、これはアメリカ中に出回った。
「マッシポスト氏には2人の娘があり、若い淑女で知性があり、洗練されていた。彼女たちを野蛮人は最も残酷に殺した。1人の頭部は体から切断され、鉤針を付けられ、釘に吊されているのを後で見付けられた。氏の息子24歳の若者も同じように殺された。マッシポスト氏と8歳の息子はニューアルムに逃れた。」
「シュワント氏の娘は妊娠しており、腹を割かれて、後で分かったことだが、子供は生きたまま母体から取り出され、木に釘付けにされた。13歳のシュワント氏の息子はインディアンに殴られ、死ぬまでそこにいて悲劇全体を見ていたと想像される。彼は姉のウォルツ夫人の体から子供が生きたまま取り出され庭の木に釘付けされるのを見ていた。子供は釘が打たれた後も何度かもがいた。このことは1862年8月18日月曜日の昼前に起こった。」

## 「インディアン戦争」の継続
ダコタ族の追放後、逃亡者や戦士達がラコタ・スー族の土地で合流した。ミネソタ州連隊とラコタ・ダコタ連合との間の戦闘は1864年まで続き、ヘンリー・シブレー大佐がスー族をダコタ準州に追い込んだ。シブレーの軍隊は1863年にラコタ・ダコタ連合を3度大きな戦闘で破った。すなわち、7月26日の「デッドバッファロー・レイクの戦い」、7月28日の「ストーニー・レイクの戦い」、および9月3日の「ホワイトストーンヒルの戦い」だった。スー族はさらに撤退したが、1864年に再度米軍と対峙した。この時は、アルフレッド・サリー将軍が近くのピエール砦から軍隊を率い、7月28日の「キルディア山の戦い」でスー族を完璧に打ち破った。
しかし、これはアメリカ合衆国とスー族との間の最後の戦いにはならなかった。2年のうちに、白人たちは不可侵条約を破ってラコタ族の土地へ侵入してレッドクラウド戦争を起こし、サウスダコタ州のブラックヒルズの占領を目論んで条約を破り、1876年にブラックヒルズ戦争として知られる侵略戦争を起こした。1881年までに、スー族の大半はアメリカ軍に降伏し、1890年、ウーンデッド・ニーの虐殺で実質的なスー族の抵抗を終わらせ、これが合衆国とスー族との間の最後の主要武装闘争となった。
殺された白人の数について公式の記録は無かったが、450名から800名の間と推定されている。歴史家のドン・ハインリッヒ・トルズマンは、「アメリカ史の中で2001年9月11日に同時多発テロが起こるまで、白人民間人の犠牲としては最大のものだった」と述べているが、これは暴動に関係のないダコタ族の民間人の犠牲を考慮に入れていない発言である。

## 記念碑

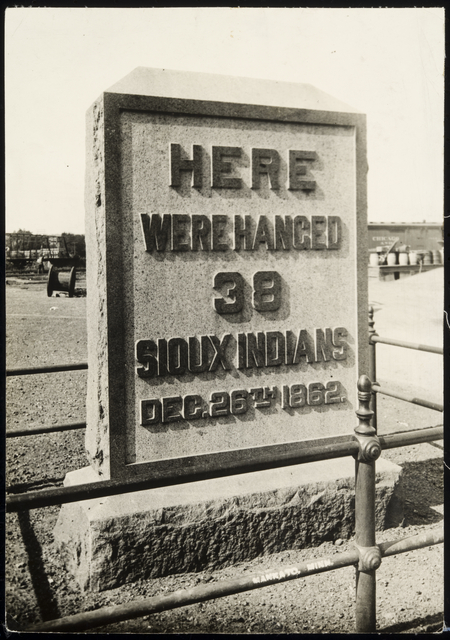
マンケイトにある記念碑

暴動で殺された白人市民の思い出のために地元には多くの記念碑が存在する。アクトン・タウンシップの記念碑はハワード・ベイカー農園での最初の攻撃で殺された者達のためであり、ウィルマー近くのバイカー・ルーテル墓地のグリ・エンダーソン記念碑、およびブラウントンの記念碑は白人家庭のためのものである。戦死した軍人はリッジリー砦の閲兵広場にある大きな石造り記念碑で祈念されている。
マンケイトにある調停公園の記念碑は、そこで処刑された38名のダコタ族を追悼しており、インディアンたちによって年2回のパウワウが開催されている。9月に開催されるマンケイトのパウワウは、インディアン死刑囚の冥福を祈るものだが、白人とダコタ族社会との和解を願うものでもある。マンケイトの処刑場跡近くには幾つかの石像も立っている。